# A Little Bit Wild
A Little Bit Wild è un singolo della cantante britannica Sophie and the Giants, pubblicato il 20 giugno 2025.

## Video musicale
Il video musicale, diretto da Roisino, è stato pubblicato il 24 giugno 2025 attraverso il canale YouTube della cantante.

## Tracce
Testi e musiche di Sophie Louise Scott, John Martin, Lina Hansson, Majken Levahn, Rasmus Cantoreggi e Slim Typical.
1. A Little Bit Wild – 3:16

## Formazione
- Sophie and the Giants – voce
- Conor Bellis – produzione vocale
- Dan Grech-Marguerat – missaggio
- George Conway – produzione vocale
- Hans-Phillip Graf – masterizzazione
- Slim Typical – produzione